# جان کلیفورد، نهمین بارون دی کلیفورد

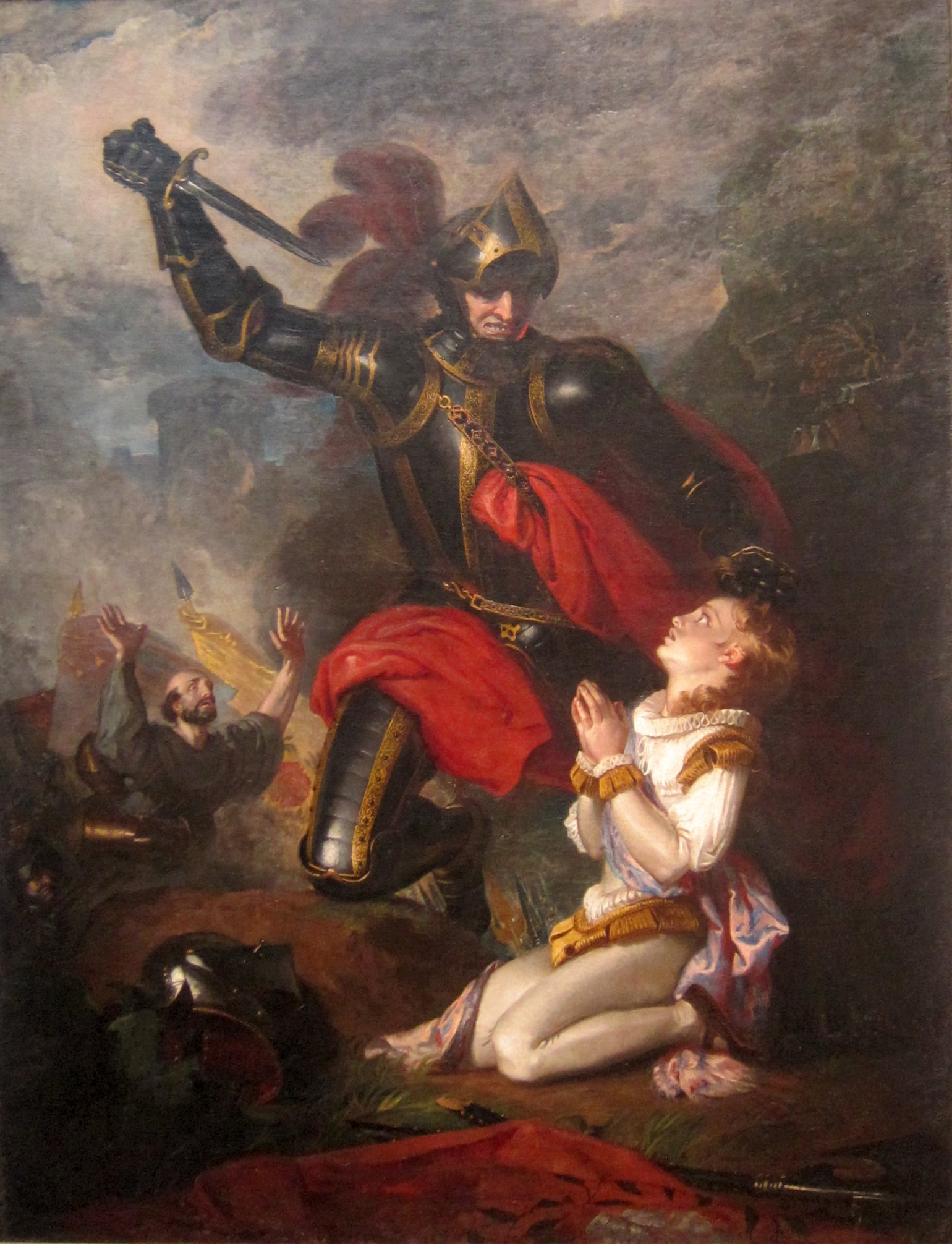
قتل روتلند نوجوان به دست کلیفورد اثر چارلز روبرت لسلی (۱۷۹۴-۱۸۵۹)

جان کلیفورد، نهمین بارون دی کلیفورد (انگلیسی: John Clifford, 9th Baron de Clifford) همچنین به عنوان نهمین بارون فئودالی اسکیپتون، در طول جنگ رزها، یکی از رهبران نظامی طرفدار خاندان لنکستر بود، کلیفورد یکی از قویترین حامیان ملکه مارگارت آنژو، همسر پادشاه هنری ششم بود، او به خاطر قتل و سر بریدن ناجوانمردانهٔ ادموند، ارل روتلند، برادر کوچک‌تر ادوارد چهارم پادشاه آینده پس از نبرد ویکفیلد در ۱۴۶۰ بسیار بدنام است

## نگارخانه

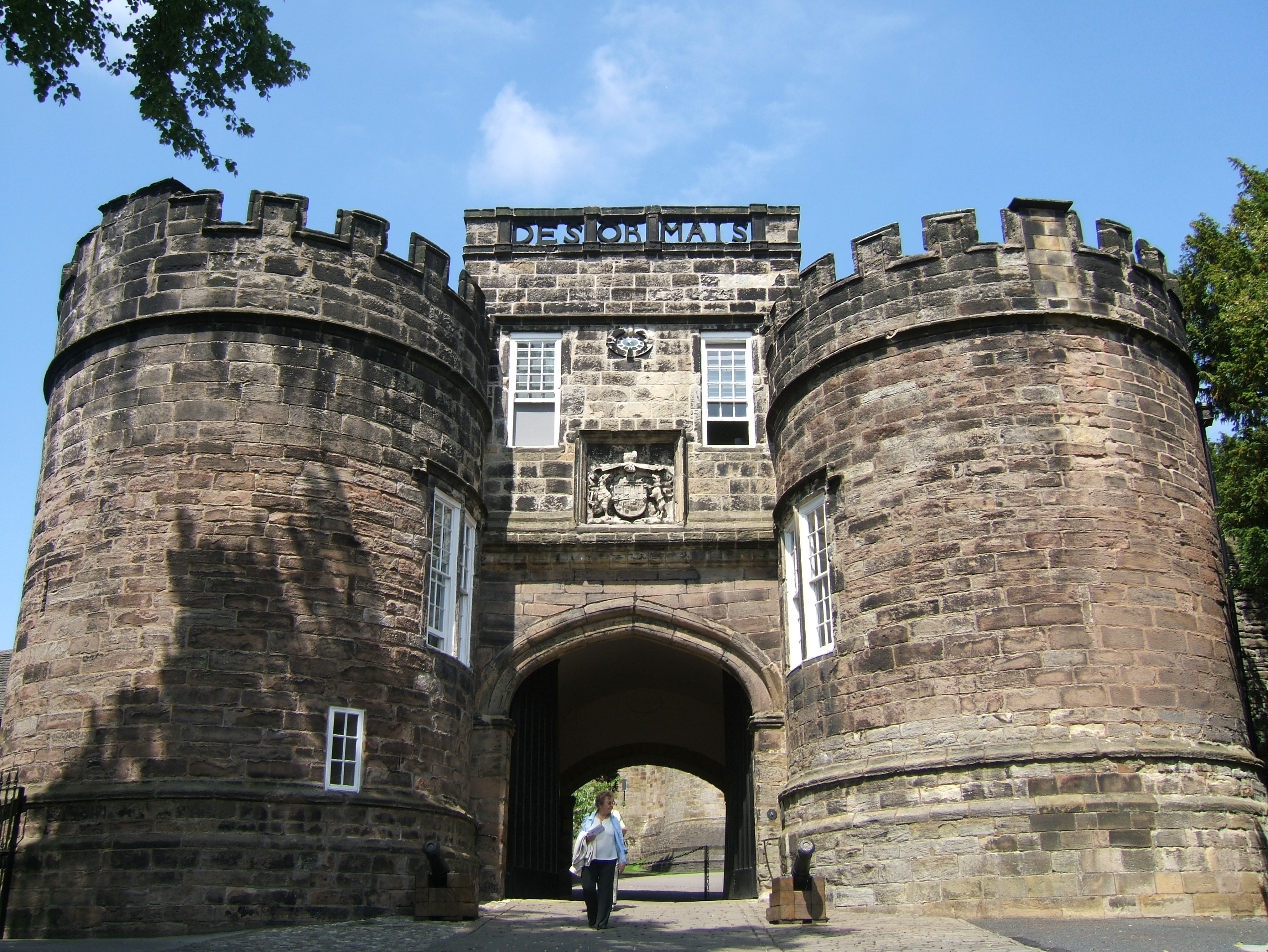
قلعه اسکیپتون مقر خاندان کلیفورد
نشان خانوادگی کلیفورد